# سلطان (ليبيا)
سلطان هي مدينة ساحلية في شعبية الواحات بإقليم برقة شمال شرق ليبيا. من 1983 إلى 1995، ومرة أخرى من 2001 إلى 2007 كانت جزءًا من شعبية أجدابيا.

## روابط خارجية
- خريطة القمر الصناعي في Maplandia.com